# Dmitrij Orlov
Dmitrij Vladimirovič Orlov (in russo Дмитрий Владимирович Орлов?; Novokuzneck, 23 luglio 1991) è un hockeista su ghiaccio russo.

## Palmarès

### Mondiali
- 3 medaglie:
  - 1 oro (Bielorussia 2014)
  - 2 bronzi (Russia 2016; Germania/Francia 2017)